# ساموئل شارمن
ساموئل شارمن (انگلیسی: Samuel Sharman; ۲ نوامبر ۱۸۷۹ – ۳۰ اوت ۱۹۵۱) تیرانداز اهل ایالات متحده آمریکا بود.
وی در مسابقات کشوری و بین‌المللی در مجموع برندهٔ ۱ مدال طلا شده‌است.